# سازمان رفاه ملی ناسیونال سوسیالیستی

نماد سازمان

سازمان رفاه ملی ناسیونال سوسیالیستی یک سازمان تشکیل شده برای کمک به مردم در امور اجتماعی و خدمت رسانی به صورت رایگان و خیریه در آلمان نازی بود.

## تشکیل
این سازمان در تاریخ ۲۴ مارس سال ۱۹۳۴ با به هم پیوستن انجمن نوع دوستی کلیسای پروتستان، انجمن نوع دوستی کلیسای کاتولیک و سازمان صلیب سرخ آلمان با شعار یکی برای همه، همه برای یکی تأسیس شد. سازمان رفاه ملی ناسیونال سوسیالیستی طبق آمار سال ۱۹۳۹ بیش از یازده میلیون عضو و حدود ۱٬۲۵ میلیون نفر مددکار داوطلب داشت. این سازمان پس از جبهه کار آلمان بزرگترین سازمان توده‌ای و بزرگترین نهاد خیریه، نه تنها در آلمان آن دوره بلکه در سراسر دنیا تبدیل شده بود.
این نهاد پس از شکست آلمان در جنگ جهانی دوم مانند تمامی نهادهای وابستهٔ دیگر به حزب ناسیونال سوسیالیست طبق قانون شماره پنج وضع شده توسط دولت نظامی آمریکا منحل شد.

## وظایف
وظایف کلی این سازمان را می‌توان به این گونه نام برد: «عملیات کمک در فصل زمستان، فرستادن کودکان به مسافرت برای استراحت، ساختن و ادارهٔ سرپناه‌ها، رسیدگی به مسدومین و خانواده‌های قربانیان جنگ، ساخت و فعالیت آشپزخانه‌های سیار و …
همچنین انجمن خیریهٔ «مادر و بچه» وابسته به این نهاد مسئول کمک رسانی مالی کوتاه مدت و کمک‌های بهداشتی و درمانی بلند مدت برای پیشگیری از بیماری‌ها بود. از دیگر فعالیت‌های این انجمن می‌توان به کاریابی، رسیدگی به مادران باردار و امور نقاهت آنها، تأمین غذا برای مستمندان، مشاورهٔ تربیتی، کمک خرج برای خانواده‌های پرجمعیت اشاره کرد.

## محدودیت‌ها
این انجمن از خدمات رسانی به افرادی که در آن زمان به اصطلاح غیراجتماعی بودند سرباز می‌زد. افرادی همچون الکلی‌ها، همجنسگرایان، روسپی‌ها و افراد وابسته به نژادهای کم ارزش مانند یهودی‌ها شامل خدمات این انجمن نمی‌شدند.